# Mogues
Mogues är en kommun i departementet Ardennes i regionen Grand Est (tidigare regionen Champagne-Ardenne) i nordöstra Frankrike. Kommunen ligger  i kantonen Carignan som ligger i arrondissementet Sedan. År 2022 hade Mogues 231 invånare.

## Befolkningsutveckling
Antalet invånare i kommunen Mogues
Referens: INSEE

## Galleri

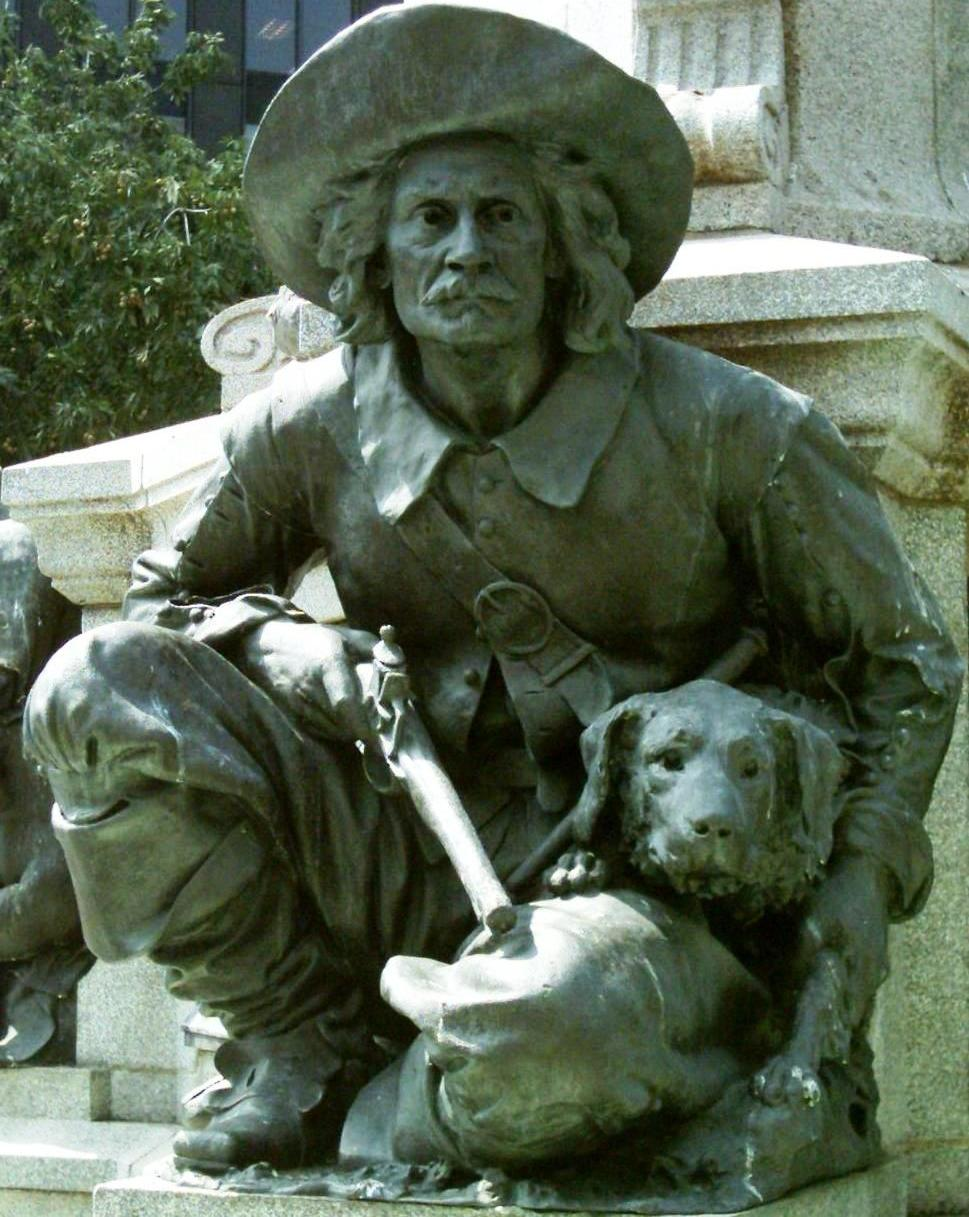
Lambert Closse